# Margate (Florida)
Margate è un comune degli Stati Uniti d'America situato nella parte settentrionale della Contea di Miami-Dade dello Stato della Florida.
Secondo le previsioni del 2011, la città ha una popolazione di 53.284 abitanti su una superficie di 23,30 km².